# P2P 온라인서비스 제공자의 책임 사건
P2P 온라인서비스 제공자의 책임 사건(2009헌바13)은 대한민국 헌법재판소 판례이다. 

## 사실 관계
청구인은 실시간 멀티미디어 다운로드 서비스를 제공하는 웹사이트를 운영하는 온라인서비스제공자인데 문화관광부 장관은 청구인이 특수한 유형의 온라인 서비스를 제공하는 업체로서 권리자의 요청이 있는 경우 저작권법 제104조에 의하여 해당 저작물의 불법적인 전송을 차단하는 기술적 조치 등 필요한 조치를 하여야 함에도 이를 위반하였다고 하여 청구인에게 210만원의 과태료 부과처분을 하였다. 이에 청구인은 위 결정에 대하여 서울중앙지법에 이의신청을 하고 청구인에게 적용된 저작권법이 포괄위임금지원칙 및 자기책임의 원리에 위반되고 직업의 자유 및 평등권을 침해한다며 위헌제청신청을 하였으나 기각되자 이 사건 헌법소원심판을 청구하였다. 